# جهانی فکر کن، محلی اقدام کن
عبارت «جهانی فکر کن، محلی عمل کن» یا «اندیشهٔ جهانی، اقدام محلی» در زمینه‌های مختلفی از جمله برنامه‌ریزی، فعالیت‌های محیط‌زیستی، آموزش، ریاضیات و تجارت استفاده شده‌است. از نظر بسیاری از فعالان محیط زیست، به دلیل نگرانی فزاینده‌ای که برای کل کرهٔ زمین وجود دارد، نیاز به فعالیت در همه جای جهان داریم و این باور با عبارت «اقدام جهانی، اقدام محلی» بیان می‌شود.

## تعریف
"جهانی فکر کنید، محلی عمل کنید" مردم را ترغیب می‌کند تا سلامت کل کرهٔ زمین را در نظر بگیرند و در جوامع و شهرهای محلی خود برای بهبود سلامتی جهان بکوشند. مدت‌ها قبل از شروع اجرای قوانین زیست‌محیطی توسط دولت‌ها، افراد برای محافظت از زیستگاه‌ها و ارگانیسم‌هایی که در آن زندگی می‌کنند، دور هم جمع می‌شدند. از این تلاش‌ها به عنوان تلاش‌های مردمی محلی یاد می‌شود. اقدام‌های محلی در درجهٔ اول توسط داوطلبان و مددکاران اداره می‌شوند.
«جهانی فکر کن، محلی عمل کن» در ابتدا در سطح پایه‌ای آغاز شد، با این حال اکنون این یک مفهوم جهانی با اهمیت بالاست. حال، فقط داوطلبان نیستند که محیط زیست را مورد توجه قرار می‌دهند. امروزه توجه شرکت‌ها، مقامات دولتی، سیستم آموزش و پرورش و جوامع محلی دیگر هم به مسئله محیط زیست جلب شده.
وارن هیپز اظهار داشت: «تشخیص این که بازارها در سراسر جهان متفاوت است بسیار مهم است و برنامه‌های جبران خسارت شرکت‌ها باید تعادلی بین فلسفه شرکت‌های بین‌المللی و فرهنگ جهانی و فرهنگ محلی را منعکس کند.»

## ریشه در برنامه‌ریزی شهری
عبارت اصلی «جهانی فکر کن، محلی رفتار کن» به پاتریک گدس، برنامه‌ریز شهری و فعال اجتماعی اسکاتلندی نسبت داده شده‌است. اگرچه دقیقاً این عبارت در کتاب منتشرهٔ سال ۱۹۱۵ گدس، به نام «شهرهای در حال تکامل»، نیامده، ولی این ایده (همان‌طور که برای برنامه‌ریزی شهری اعمال می‌شود) کاملاً مشهود است. - پاتریک گدس، یک زیست‌شناس، جامعه‌شناس، انسان دوست و برنامه‌ریز شهری پیشگام اهل اسکاتلند است. وی همچنین مسئول معرفی مفهوم «منطقه» در معماری و برنامه‌ریزی بود. وی کمک‌های قابل توجهی در توجه به محیط زیست داشته‌است. گدس معتقد به کار با محیط زیست، در مقابل کار علیه آن بود.

## ریشه‌های عبارت
این که نخستین بار چه کسی چنین عبارتی را برای اهداف محیط زیستی استفاده کرده، مورد بحث است. برخی می‌گویند این عبارت توسط دیوید براور، بنیانگذار دوستان زمین، به عنوان شعاری برای FOE هنگام تأسیس آن در سال ۱۹۷۱ ساخته شد؛ گرچه دیگرانی هم آن را به رنه دوبوس در سال ۱۹۷۷ نسبت می‌دهند. فرانک فیتر «آینده پژوه» کانادایی همچنین ریاست کنفرانسی به نام «جهانی فکر کردن، محلی عمل کردن» را بر عهده داشت و ادعا می‌کند مخترع این شعارست. از دیگر مبتکران احتمالی می‌توان به ژاک یول، فعال دینی فرانسوی، اشاره کرد.

## برای مطالعهٔ بیشتر
- Stephen, Walter (2004). Think global, act local: the life and legacy of Patrick Geddes. Edinburgh: Luath Press. ISBN 978-1-84282-079-7.